# Douglas Carr
Ian Douglas Carr, född den 30 oktober 1968, från Eskilstuna, är en svensk låtskrivare och musikproducent. Carr en av hörnstenarna i vad man brukar kalla det "svenska musikundret". Tillsammans med partnern Denniz Pop förde han Ace of Base till förstaplatsen på Billboard Chart med "The Sign". Carr ligger också bakom låtar som "All 'Bout the Money" med Meja, "Open Sesame" med Leila K och "Sing Halleluja" med Dr. Alban.
Carr började skriva musik vid sex års ålder och musiken har följt honom sedan dess. Arbetet som låtskrivare och producent förde honom till Stockholm, där han började samarbeta med Denniz Pop och Stonebridge från DJ-kollektivet SweMix. Carr och Pop skapade 1992-1993 Cheiron i Stockholm, som sedermera kom att utvecklas och skapa grogrund för flera senare världskända låtskrivare och producenter, som Max Martin.
Andra artister Carr arbetat med är The Corrs, Emilia Mitiku, Nick Carter, Inner Circle, med flera.
Douglas Carr är styrelseledamot i SKAP – Sveriges kompositörer och textförfattare och suppleant i Stim, samt ledamot i Polar Music Prize Award Committee.